# Josia interrupta
Josia interrupta är en fjärilsart som beskrevs av W. Warren 1901. Josia interrupta ingår i släktet Josia och familjen tandspinnare. Inga underarter finns listade i Catalogue of Life.